# Alegeri parlamentare în România, 2024
Alegerile parlamentare din România din 2024 au avut loc pe data de 1 decembrie 2024 și au determinat structura Parlamentului (format din Senat și Camera Deputaților) pentru perioada 2024–2028. În total, au fost alese 136 de locuri în Senat și 330 de locuri în Camera Deputaților, care vor fi distribuite între partidele și alianțele ce depășesc pragul electoral de 5%. Aceste alegeri au avut cea mai ridicată prezență la vot din 2004. La alegerile legislative/parlamentare precedente, prezența la vot a fost de 31,95% în 2020 și 39,79% în 2016.
Fiecare circumscripție electorală (județele României, diaspora și București) a avut buletine de vot diferite, adaptate candidaților și partidelor înscrise în acea zonă. Alegătorii au putut vota la secția de votare unde au fost arondați, în funcție de domiciliu sau reședință, sau pe listele suplimentare, dar doar în cadrul unei secții din aceeași circumscripție electorală. Toți alegătorii din diaspora au votat pentru Circumscripția electorală nr. 43 - Diaspora, fie la secțiile de votare din străinătate, fie prin corespondență. Circumscripția electorală nr. 43 are alocate 4 mandate de deputat și 2 de senator. 
În urma alegerilor parlamentare, niciun partid nu a obținut majoritatea în alegeri, Coaliția Națională pentru România (CNR), condusă de Partidul Social Democrat (PSD) și Partidul Național Liberal (PNL), și-a pierdut majoritatea în ambele camere ale parlamentului, alături de câștiguri semnificative ale partidelor de extremă dreapta, precum Alianța pentru Unirea Românilor (AUR), S.O.S. România și Partidul Oamenilor Tineri (POT). În urma alegerilor, a fost format un guvern de mare coaliție proeuropeană între PSD, PNL și UDMR, cu sprijinul minorităților naționale. La 23 decembrie, al doilea Guvern Ciolacu a fost învestit cu o marjă redusă, cu 240 de voturi pentru din 465.

## Context

### Guvernul Cîțu
În urma alegerilor legislative din decembrie 2020, a fost învestit Guvernul Cîțu, susținut de o coaliție formată din trei partide parlamentare: PNL, USR PLUS și UDMR.
În septembrie 2021, un conflict major în cadrul coaliției a dus la declanșarea crizei politice din 2021. Premierul Florin Cîțu, susținut de președintele Klaus Iohannis, l-a demis pe ministrul Justiției, Stelian Ion. Până pe 7 septembrie 2021, toți ceilalți miniștri USR au demisionat din guvern, lăsând Guvernul Cîțu în minoritate. Ulterior, acesta a fost demis în noiembrie 2021 printr-o moțiune de cenzură fără precedent, cu cel mai mare număr de voturi împotriva unui guvern din istoria politică a României post-1989.

### Coaliția Națională pentru România
Criza politică s-a încheiat prin formarea unei coaliții. A fost învestit Guvernul Ciucă, susținut de Coaliția Naționala pentru România (CNR), formată din PNL, PSD și UDMR, care a rămas la putere până în iunie 2023, când UDMR s-a retras din majoritate. Pe 15 iunie 2023, în cadrul acordului de rotație guvernamentală, s-a cedat guvernarea către cabinetul condus de Marcel Ciolacu.

### Alegerile din 9 iunie
Alegerile pentru Parlamentul European și cele locale au avut loc pe 9 iunie 2024. Cele două partide aflate la guvernare au format o alianță electorală pentru alegerile europarlamentare, precum și în anumite circumscripții pentru alegerile locale. Rezultatele au fost considerate o victorie pentru CNR, deși PNL a suferit pierderi semnificative în fața partenerilor de coaliție în cursele în care au candidat separat.
Noua Alianță a Dreptei Unite (ADU) a înregistrat pierderi semnificative, Partidul Mișcarea Populara (PMP) pierzând 88% dintre primarii săi, iar Uniunea Salvați România (USR) a pierdut curse importante la Brașov și în București, în special în sectoarele 1 și 2, unde candidații care și-au pierdut mandatele au susținut că a avut loc fraudă electorală. Performanța slabă a USR a dus la demisia lui Cătălin Drulă din funcția de președinte al partidului, acesta fiind înlocuit de primarul din Câmpulung, Elena Lasconi.

## Sistem electoral
Atât cei 330 de membri ai Camerei Deputaților, cât și cei 136 de membri ai Senatului sunt aleși în 43 de circumscripții plurinominale, bazate pe cele 41 de județe ale României, Municipiul București, precum și diaspora românească, utilizând reprezentarea proporțională pe liste de partid.
Legea nr. 208/2015 prevede că fiecărei circumscripții îi revine un deputat la fiecare 73.000 de locuitori și un senator la fiecare 168.000 de locuitori, în conformitate cu datele demografice colectate la 1 ianuarie a anului precedent de Institutul Național de Statistică (INS). Nicio circumscripție nu poate avea mai puțin de 4 deputați și 2 senatori.
Partidele trebuie să treacă un prag electoral de 5% din voturile la nivel național sau cel puțin 20% din voturi în patru circumscripții. Alianțele electorale trebuie să atingă un prag mai ridicat: 8% pentru cele formate din două partide, 9% pentru cele cu trei partide și 10% pentru alianțele mai mari. 
În Camera Deputaților pot fi adăugate mandate suplimentare (în prezent 18) pentru grupurile minorităților etnice care participă la alegeri și trec un prag mai scăzut (5% din numărul de voturi necesar pentru a obține un mandat în Camera Deputaților, calculat prin împărțirea numărului total de voturi obținute de partide, alianțe și candidați independenți care au trecut pragul electoral la numărul de mandate câștigate de aceștia).
| Circumscripții electorale                                                                          | Deputați alocați | Senatori alocați |
| -------------------------------------------------------------------------------------------------- | ---------------- | ---------------- |
| București                                                                                          | 29               | 13               |
| Prahova                                                                                            | 12               | 5                |
| Iași, Constanța                                                                                    | 11               | 5                |
| Bacău, Cluj, Dolj, Suceava, Timiș                                                                  | 10               | 4                |
| Argeș, Bihor, Brașov, Galați                                                                       | 9                | 4                |
| Mureș                                                                                              | 8                | 4                |
| Neamț                                                                                              | 8                | 3                |
| Arad, Buzău, Dâmbovița, Maramureș, Vaslui                                                          | 7                | 3                |
| Botoșani, Hunedoara, Sibiu, Olt                                                                    | 6                | 3                |
| Vâlcea                                                                                             | 6                | 2                |
| Alba, Bistrița-Năsăud, Brăila, Caraș-Severin, Gorj, Harghita, Ilfov, Satu Mare, Teleorman, Vrancea | 5                | 2                |
| Călărași, Covasna, Giurgiu, Ialomița, Mehedinți, Sălaj, Tulcea                                     | 4                | 2                |
| Diaspora română                                                                                    | 4                | 2                |

### Calendar electoral
Data alegerilor coincide cu Ziua Marii Uniri, sărbătoarea națională a României.
| Dată          | Eveniment |
| ------------- | --- |
| 10 septembrie | Termenul limită pentru alianțele electorale.                                                                            |
| 17 octombrie  | Depunerea listelor de candidați și înregistrarea românilor din străinătate.                                             |
| 22 octombrie  | Alegerea și depunerea simbolurilor electorale.                                                                          |
| 30 octombrie  | Tragerea la sorți pentru ordinea pe buletinul de vot.                                                                   |
| 1 noiembrie   | Începutul campaniei electorale.                                                                                         |
| 28 noiembrie  | Termenul limită pentru votul prin corespondență.                                                                        |
| 30 noiembrie  | Sfârșitul campaniei electorale.                                                                                         |
| 1 decembrie   | Ziua alegerilor. Urnele sunt deschise între 07:00 - 21:00. Programul poate fi prelungit până la 23:59 dacă există cozi. |

### Secții de votare
Tabelul de mai jos prezintă informațiile referitoare la circumscripțiile electorale din România pentru alegerile parlamentare din 2024.
| Circumscripție  | Număr secții de votare | Persoane alocate | Persoane pe secție | Număr maxim de persoane arondate pe o secție |
| --------------- | ---------------------- | ---------------- | ------------------ | -------------------------------------------- |
| Sectorul 1      | 166                    | 209.703          | 1263               | 2107                                         |
| Sectorul 2      | 202                    | 293.987          | 1455               | 2521                                         |
| Sectorul 3      | 294                    | 446.523          | 1519               | 3876                                         |
| Sectorul 4      | 189                    | 271.501          | 1437               | 2132                                         |
| Sectorul 5      | 198                    | 240.182          | 1213               | 1970                                         |
| Sectorul 6      | 240                    | 325.747          | 1357               | 1982                                         |
| Alba            | 440                    | 303.382          | 690                | 1993                                         |
| Arad            | 440                    | 380.326          | 864                | 1966                                         |
| Argeș           | 527                    | 511.237          | 970                | 2221                                         |
| Bacău           | 640                    | 589.604          | 921                | 2021                                         |
| Bihor           | 659                    | 497.896          | 756                | 2066                                         |
| Bistrița-Năsăud | 314                    | 260.712          | 830                | 1964                                         |
| Botoșani        | 433                    | 375.974          | 868                | 2000                                         |
| Brașov          | 467                    | 524.211          | 1123               | 2007                                         |
| Brăila          | 284                    | 272.495          | 959                | 1920                                         |
| Buzău           | 426                    | 365.720          | 858                | 2122                                         |
| Caraș-Severin   | 364                    | 253.656          | 697                | 1579                                         |
| Călărași        | 235                    | 239.393          | 1019               | 1981                                         |
| Cluj            | 674                    | 616.750          | 915                | 2078                                         |
| Constanța       | 562                    | 614.325          | 1093               | 2039                                         |
| Covasna         | 214                    | 179.388          | 838                | 1657                                         |
| Dâmbovița       | 434                    | 416.661          | 960                | 1957                                         |
| Dolj            | 534                    | 551.647          | 1033               | 2019                                         |
| Galați          | 438                    | 523.559          | 1195               | 1989                                         |
| Giurgiu         | 245                    | 213.601          | 872                | 1955                                         |
| Gorj            | 334                    | 288.114          | 863                | 1925                                         |
| Harghita        | 292                    | 264.170          | 905                | 1911                                         |
| Hunedoara       | 524                    | 364.324          | 695                | 1856                                         |
| Ialomița        | 220                    | 220.901          | 1004               | 1799                                         |
| Iași            | 783                    | 810.450          | 1035               | 2158                                         |
| Ilfov           | 294                    | 425.241          | 1446               | 2010                                         |
| Maramureș       | 444                    | 420.664          | 947                | 1969                                         |
| Mehedinți       | 290                    | 222.002          | 766                | 1955                                         |
| Mureș           | 571                    | 470.741          | 824                | 1983                                         |
| Neamț           | 490                    | 455.305          | 929                | 1924                                         |
| Olt             | 381                    | 347.039          | 911                | 1980                                         |
| Prahova         | 624                    | 633.303          | 1015               | 2210                                         |
| Satu Mare       | 340                    | 310.875          | 914                | 1931                                         |
| Sălaj           | 312                    | 192.001          | 615                | 1952                                         |
| Sibiu           | 381                    | 383.304          | 1006               | 2015                                         |
| Suceava         | 561                    | 608.856          | 1085               | 2225                                         |
| Teleorman       | 334                    | 285.146          | 854                | 1745                                         |
| Timiș           | 619                    | 631.269          | 1020               | 1984                                         |
| Tulcea          | 205                    | 185.396          | 904                | 1941                                         |
| Vaslui          | 552                    | 426.928          | 773                | 2312                                         |
| Vâlcea          | 434                    | 314.920          | 726                | 1988                                         |
| Vrancea         | 364                    | 304.526          | 837                | 1922                                         |
|                 | 18.968                 | 18.043.655       | 974                | 3876                                         |

1. ↑  Total secții de votare
2. ↑  Număr de alegători pe listele de votare
3. ↑  Media alegătorilor pe secții de votare
4. ↑  Cei mai mulți alegători la o secție de votare din România

## Legislatura 2020–2024
Tabelul de mai jos arată lista partidelor parlamentare din actuala legislatură, precum și alianțele politice sau electorale în vigoare.

### Grupurile parlamentare din Camera Deputaților
| Grup parlamentar | Grup parlamentar                              | Lider                     | Mandate în prezent |
| ---------------- | --------------------------------------------- | ------------------------- | ------------------ |
|                  | Partidul Social Democrat (PSD)                | Ciprian-Constantin Șerban | 104 / 330          |
|                  | Partidul Național Liberal (PNL)               | Gabriel Andronache        | 76 / 330           |
|                  | Neafiliați                                    | -                         | 44 / 330           |
|                  | Uniunea Salvați România (USR)                 | Liviu-Ionuț Moșteanu      | 38 / 330           |
|                  | Alianța pentru Unirea Românilor (AUR)         | Ilie-Alin Coleșa          | 24 / 330           |
|                  | Uniunea Democrată Maghiară din România (UDMR) | Botond Csoma              | 20 / 330           |
|                  | Minorități                                    | Varujan Pambuccian        | 17 / 330           |

### Grupuri parlamentare din Senat
| Grup parlamentar | Grup parlamentar                              | Lider                   | Mandate în prezent |
| ---------------- | --------------------------------------------- | ----------------------- | ------------------ |
|                  | Partidul Social Democrat (PSD)                | Florian-Dorel Bodog     | 49 / 136           |
|                  | Partidul Național Liberal (PNL)               | Cătălin-Daniel Fenechiu | 31 / 136           |
|                  | Uniunea Salvați România (USR)                 | Ion-Narcis Mircescu     | 20 / 136           |
|                  | Alianța pentru Unirea Românilor (AUR)         | Călin-Gheorghe Matieș   | 16 / 136           |
|                  | Uniunea Democrată Maghiară din România (UDMR) | Attila-Zoltan Cseke     | 9 / 136            |
|                  | Neafiliați                                    | -                       | 8 / 136            |

## Candidați
Tabelul de mai jos prezintă informațiile referitoare la candidați din România pentru alegerile parlamentare din 2024.
| Circumscripție electorală | Senat                       | Senat                 | Senat   | Camera Deputaților          | Camera Deputaților    | Camera Deputaților | Populație 2021 | Prezență alegeri 2020 |
| Circumscripție electorală | Număr partide/ independenți | Număr total candidați | Mandate | Număr partide/ independenți | Număr total candidați | Mandate            | Populație 2021 | Prezență alegeri 2020 |
| ------------------------- | --------------------------- | --------------------- | ------- | --------------------------- | --------------------- | ------------------ | -------------- | --------------------- |
| Municipiul București      | 21                          | 202                   | 13      | 42                          | 493                   | 29                 | 1.716.961      | 31,16%                |
| Alba                      | 20                          | 54                    | 2       | 40                          | 149                   | 5                  | 325.941        | 34,97%                |
| Arad                      | 21                          | 71                    | 3       | 40                          | 185                   | 7                  | 410.143        | 29,77%                |
| Argeș                     | 23                          | 87                    | 4       | 44                          | 223                   | 9                  | 569.932        | 33,38%                |
| Bacău                     | 23                          | 85                    | 4       | 44                          | 216                   | 10                 | 601.387        | 27,95%                |
| Bihor                     | 21                          | 79                    | 4       | 41                          | 214                   | 9                  | 551.297        | 37,32%                |
| Bistrița-Năsăud           | 19                          | 52                    | 2       | 37                          | 148                   | 5                  | 295.988        | 31,79%                |
| Botoșani                  | 19                          | 63                    | 3       | 39                          | 158                   | 6                  | 392.821        | 28,98%                |
| Brașov                    | 21                          | 80                    | 4       | 41                          | 227                   | 9                  | 546.615        | 31,88%                |
| Brăila                    | 22                          | 57                    | 2       | 42                          | 160                   | 5                  | 281.452        | 29,68%                |
| Buzău                     | 18                          | 59                    | 3       | 42                          | 172                   | 7                  | 404.979        | 34,82%                |
| Caraș-Severin             | 19                          | 54                    | 2       | 39                          | 152                   | 5                  | 246.588        | 29,94%                |
| Călărași                  | 20                          | 54                    | 2       | 42                          | 140                   | 4                  | 283.458        | 34,09%                |
| Cluj                      | 20                          | 72                    | 4       | 40                          | 211                   | 10                 | 679.141        | 31,60%                |
| Constanța                 | 19                          | 88                    | 5       | 41                          | 226                   | 11                 | 655.997        | 31,18%                |
| Covasna                   | 18                          | 50                    | 2       | 41                          | 124                   | 4                  | 200.042        | 31,44%                |
| Dâmbovița                 | 20                          | 66                    | 3       | 39                          | 168                   | 7                  | 479.404        | 36,82%                |
| Dolj                      | 21                          | 74                    | 4       | 41                          | 197                   | 10                 | 599.442        | 33,09%                |
| Galați                    | 20                          | 70                    | 4       | 41                          | 198                   | 9                  | 496.892        | 29,77%                |
| Giurgiu                   | 20                          | 56                    | 2       | 42                          | 149                   | 4                  | 262.066        | 36,94%                |
| Gorj                      | 22                          | 58                    | 2       | 40                          | 158                   | 5                  | 314.684        | 37,30%                |
| Harghita                  | 18                          | 42                    | 2       | 39                          | 134                   | 5                  | 291.950        | 37,25%                |
| Hunedoara                 | 19                          | 64                    | 3       | 38                          | 154                   | 6                  | 361.657        | 33,04%                |
| Ialomița                  | 19                          | 51                    | 2       | 38                          | 141                   | 4                  | 250.816        | 26,21%                |
| Iași                      | 22                          | 100                   | 5       | 44                          | 254                   | 11                 | 760.774        | 26,78%                |
| Ilfov                     | 21                          | 58                    | 2       | 42                          | 161                   | 5                  | 542.686        | 34,99%                |
| Maramureș                 | 20                          | 66                    | 3       | 42                          | 187                   | 7                  | 452.475        | 28,98%                |
| Mehedinți                 | 20                          | 60                    | 2       | 42                          | 146                   | 4                  | 234.339        | 42,61%                |
| Mureș                     | 19                          | 74                    | 4       | 38                          | 183                   | 8                  | 518.193        | 31,84%                |
| Neamț                     | 20                          | 75                    | 3       | 41                          | 196                   | 8                  | 454.203        | 29,09%                |
| Olt                       | 21                          | 66                    | 3       | 42                          | 165                   | 6                  | 383.280        | 37,63%                |
| Prahova                   | 23                          | 87                    | 5       | 44                          | 246                   | 12                 | 695.117        | 30,13%                |
| Satu Mare                 | 20                          | 50                    | 2       | 39                          | 144                   | 5                  | 330.668        | 29,26%                |
| Sălaj                     | 16                          | 54                    | 2       | 36                          | 136                   | 4                  | 212.224        | 31,78%                |
| Sibiu                     | 20                          | 63                    | 3       | 39                          | 161                   | 6                  | 388.325        | 28,96%                |
| Suceava                   | 20                          | 72                    | 4       | 41                          | 205                   | 10                 | 642.551        | 36,93%                |
| Teleorman                 | 21                          | 54                    | 2       | 41                          | 143                   | 5                  | 323.544        | 37,61%                |
| Timiș                     | 22                          | 85                    | 4       | 43                          | 242                   | 10                 | 650.533        | 30,56%                |
| Tulcea                    | 19                          | 50                    | 2       | 40                          | 132                   | 4                  | 193.355        | 27,67%                |
| Vaslui                    | 19                          | 61                    | 3       | 41                          | 172                   | 7                  | 374.700        | 23,55%                |
| Vâlcea                    | 21                          | 53                    | 2       | 43                          | 160                   | 6                  | 335.312        | 32,97%                |
| Vrancea                   | 20                          | 45                    | 2       | 40                          | 138                   | 5                  | 341.861        | 33,88%                |
| Diaspora                  | 17                          | 51                    | 2       | 38                          | 140                   | 4                  | 251.202        | N/A                   |
| TOTAL                     | 864                         | 2912                  | 136     | 1749                        | 7808                  | 312                | 19.304.995     | 32.28%                |

### Partide politice
Tabelul de mai jos prezintă numărul de candidați din partea fiecărui partid politic.
| Formațiune politică                                                | Număr candidați Camera Deputaților | Număr candidați Senat | Lider                        |
| ------------------------------------------------------------------ | ---------------------------------- | --------------------- | ---------------------------- |
| Alianța Pentru Unirea Românilor (AUR)                              | 408                                | 213                   | George Simion                |
| Partidul Alternativa Pentru Demnitate Națională (ADN)              | 186                                | 108                   | Cătălin-Sorin Ivan           |
| Dreptate și Respect în Europa pentru Toți (D.R.E.P.T.)             | 168                                | 95                    | Vlad Gheorghe                |
| Forța Dreptei (FD)                                                 | 404                                | 215                   | Ludovic Orban                |
| Partidul Ecologist Român (P.E.R.)                                  | 78                                 | 50                    | Florin Mihail Secară         |
| Partidul Național Conservator Român (PNCR)                         | 269                                | 166                   | Cristian Terheș              |
| Partidul Național Liberal (PNL)                                    | 409                                | 221                   | Ilie Bolojan                 |
| Partidul Noua Românie (P.N.R.)                                     | 37                                 | 36                    | Sebastian-Constantin Popescu |
| Partidul Oamenilor Tineri (POT)                                    | 93                                 | 56                    | Anamaria Gavrilă             |
| Partidul Phralipe al Romilor (PPR)                                 | -                                  | 1                     | Călin Liviu Pădurean         |
| Partidul Republican din România (PR)                               | 16                                 | 9                     | Marian Cucșa                 |
| Partidul România în Acțiune (PRA)                                  | 276                                | 148                   | Mihai Cristian Apostolache   |
| Partidul Social Democrat (PSD)                                     | 416                                | 223                   | Victor Negrescu              |
| Partidul Social-Democrat Independent (PSDI)                        | 317                                | 160                   | Petre Marian Leonard         |
| Partidul Social Democrat Unit (PSDU)                               | 214                                | 115                   | Oana Crețu                   |
| Partidul S.O.S. România (S.O.S.)                                   | 415                                | 221                   | Diana Iovanovici-Șoșoacă     |
| Patrioții Poporului Român (PPR)                                    | 107                                | 65                    | Mihai Ioan Lasca             |
| Reînnoim Proiectul European al României                            | 175                                | 98                    | Dragoș Pîslaru               |
| Uniunea Democrată Maghiară din România (UDMR)                      | 385                                | 211                   | Hunor Kelemen                |
| Uniunea Salvați România (USR)                                      | 389                                | 200                   | Elena Lasconi                |
| Alianța Național Creștină (ANC)                                    | 151                                | 93                    | Florin Simion                |
| Liga Acțiunii Naționale (PLAN)                                     | 40                                 | 24                    | Silviu Predoiu               |
| România Socialistă (PSR)                                           | 208                                | 125                   | Constantin Rotaru            |
| Sănătate Educație Natură Sustenabilitate (SENS)                    | 67                                 | 33                    | Andrei Macsut                |
| Partidul Dreptății (PD)                                            | 2                                  | 2                     | George Buzatu                |
| Partidul Uniunea Geto-dacilor (P-UGD)                              | 4                                  | 4                     | Nicolae Cicerone Marinescu   |
| Partidul Patria                                                    | 4                                  | 3                     | Cristian Mihai               |
| Candidat Independent                                               | 52                                 | 6                     | -                            |
| Partidul Verde (PV)                                                | 7                                  | 3                     | Bogdan Botea                 |
| Partidul Oamenilor Credincioși (POC)                               | 10                                 | 4                     | Mihail Edu                   |
| Partidul Național Țărănesc Creștin Democrat (PNȚCD)                | 6                                  | 4                     | Aurelian Pavelescu           |
| Asociația Italienilor din România (RO.AS.IT.)                      | 43                                 | -                     | Ioana Grosaru                |
| Asociația „Liga Albanezilor din România” (ALAR)                    | 43                                 | -                     | Bogdan-Alin Stoica           |
| Asociația Macedonenilor din România (AMR)                          | 86                                 | -                     | Ionel Stancu                 |
| Asociația Partida Romilor „Pro-europa” (Pro-Europa)                | 258                                | -                     | Cătălin-Zamfir Manea         |
| Comunitatea Rușilor Lipoveni din România (CRLR)                    | 129                                | -                     | Silviu Feodor                |
| Federația Comunităților Evreiești din România (FCER)               | 43                                 | -                     | Silviu Vexler                |
| Forumul Cehilor din România                                        | 129                                | -                     | Ștefan Bouda                 |
| Forumul Democrat al Germanilor din România (FDGR)                  | 172                                | -                     | Ovidiu Victor Ganț           |
| Uniunea Armenilor din România (UAR)                                | 172                                | -                     | Varujan Pambuccian           |
| Uniunea Bulgară din Banat-România (UBBR)                           | 258                                | -                     | Gheorghe Nacov               |
| Uniunea Croaților din România (UCR)                                | 43                                 | -                     | Giureci-Slobodan Ghera       |
| Uniunea Culturală a Rutenilor din România (UCRR)                   | 258                                | -                     | Iulius Marian Firczak        |
| Uniunea Democrată a Tătarilor Turco-musulmani din România (UDTTMR) | 215                                | -                     | Varol Amet                   |
| Uniunea Democrată Turcă din România (UDTR)                         | 43                                 | -                     | Iusein Ibram                 |
| Uniunea Democratică a Slovacilor și Cehilor din România            | 86                                 | -                     | Adrian-Miroslav Merka        |
| Uniunea Elenă din România (UER)                                    | 43                                 | -                     | Dragoș Gabriel Zisopol       |
| Uniunea Polonezilor din România (UPR)                              | 172                                | -                     | Ghervazen Longher            |
| Uniunea Sârbilor din România (USR)                                 | 43                                 | -                     | Ognean Crîstici              |
| Uniunea Ucrainenilor din România (UUR)                             | 258                                | -                     | Nicolae-Miroslav Petrețchi   |
| Partidul Pensionarilor Uniți (PPU)                                 | 1                                  | -                     | Augustin Marius Pop          |

### Candidați independenți
Tabelul de mai jos prezintă candidații independenți.
| Nume candidat               | Listă              | Circumscripție     | Poziție |
| --------------------------- | ------------------ | ------------------ | ------- |
| Daniel Ciobbanu             | Senat              | Botoșani (nr. 7)   | 19      |
| Ioan-Mihai Băcanu           | Senat              | Prahova (nr. 31)   | 22      |
| Ciprian-Gheorghe Stănescu   | Senat              | Prahova (nr. 31)   | 23      |
| Iulian Lungu                | Senat              | Teleorman (nr. 36) | 21      |
| Ioan-Aurel Stancu           | Senat              | Timiș (nr. 37)     | 22      |
| Constantin-Mircea Stoica    | Senat              | Vâlcea (nr. 40)    | 21      |
| John-Ion Banu-Muscel        | Camera Deputaților | Argeș (nr. 3)      | 44      |
| Geanina-Elena Hagimă        | Camera Deputaților | Argeș (nr. 3)      | 43      |
| Oana-Mihaela Secară         | Camera Deputaților | Bacău (nr. 4)      | 44      |
| George-Bogdan Stoian        | Camera Deputaților | Bacău (nr. 4)      | 43      |
| Dorin Curtean               | Camera Deputaților | Bihor (nr. 5)      | 40      |
| János-Attila Szűcs          | Camera Deputaților | Bihor (nr. 5)      | 41      |
| Gheorghe-Damian Baciu       | Camera Deputaților | Brașov (nr. 8)     | 41      |
| Laura-Mirela Iusein         | Camera Deputaților | Brăila (nr. 9)     | 42      |
| Mircea Ion                  | Camera Deputaților | Buzău (nr. 10)     | 42      |
| Matei-Alexandru Negoiță     | Camera Deputaților | Buzău (nr. 10)     | 41      |
| Vasile Iancu                | Camera Deputaților | Călărași (nr. 12)  | 40      |
| Geapon Karani               | Camera Deputaților | Călărași (nr. 12)  | 42      |
| Mihai Toader                | Camera Deputaților | Călărași (nr. 12)  | 41      |
| Ioan-Sabin Sărmaș           | Camera Deputaților | Cluj (nr. 13)      | 40      |
| Romeo Boșneagu              | Camera Deputaților | Constanța (nr. 14) | 41      |
| Mihai-Sorin Tîrnoveanu      | Camera Deputaților | Covasna (nr. 15)   | 41      |
| Ilie Ciobanu                | Camera Deputaților | Dâmbovița (nr. 16) | 39      |
| Aurelian-Leonard Dan        | Camera Deputaților | Dolj (nr. 17)      | 40      |
| Ringo Dămureanu             | Camera Deputaților | Dolj (nr. 17)      | 41      |
| Adrian Fanaca               | Camera Deputaților | Galați (nr. 18)    | 40      |
| Dănuț Rusu                  | Camera Deputaților | Galați (nr. 18)    | 41      |
| Vasile Ștefan               | Camera Deputaților | Galați (nr. 18)    | 39      |
| Stan Dumitrică              | Camera Deputaților | Giurgiu (nr. 19)   | 42      |
| Cosmin-Alin Olărașu         | Camera Deputaților | Hunedoara (nr. 22) | 38      |
| Marinică Cazacu             | Camera Deputaților | Ialomița (nr. 23)  | 38      |
| Ștefan-Lucian Burlea        | Camera Deputaților | Iași (nr. 24)      | 44      |
| Ovidiu Moldovanu            | Camera Deputaților | Iași (nr. 24)      | 42      |
| Ciprian-Vasile Stegaru      | Camera Deputaților | Iași (nr. 24)      | 43      |
| Gheorghe-Sorinel Voinea     | Camera Deputaților | Ilfov (nr. 25)     | 42      |
| Mircea Cirț                 | Camera Deputaților | Maramureș (nr. 26) | 42      |
| Vasile Vlașin               | Camera Deputaților | Maramureș (nr. 26) | 41      |
| Florin-Ion Măneanu          | Camera Deputaților | Mehedinți (nr. 27) | 42      |
| Marin Renghea               | Camera Deputaților | Olt (nr. 30)       | 42      |
| Dumitrel-Victor Tița        | Camera Deputaților | Olt (nr. 30)       | 41      |
| Dumitru Bogdan              | Camera Deputaților | Prahova (nr. 31)   | 43      |
| Roberto Dan                 | Camera Deputaților | Prahova (nr. 31)   | 41      |
| Eugen-Eduard David          | Camera Deputaților | Prahova (nr. 31)   | 42      |
| Ovidius-Dragoș Dinulescu    | Camera Deputaților | Prahova (nr. 31)   | 44      |
| Daniel Bodnar               | Camera Deputaților | Suceava (nr. 35)   | 41      |
| Andrei-Ionuț Neșculescu     | Camera Deputaților | Suceava (nr. 35)   | 40      |
| Tom-Cătălin Drăgan          | Camera Deputaților | Teleorman (nr. 36) | 41      |
| Ionel-Marcel Abrudan        | Camera Deputaților | Timiș (nr. 37)     | 42      |
| Nelu Balaș                  | Camera Deputaților | Timiș (nr. 37)     | 41      |
| Erich-Eduard Mocanu Gollent | Camera Deputaților | Timiș (nr. 37)     | 43      |
| Valentin Spiru              | Camera Deputaților | Tulcea (nr. 38)    | 40      |
| Silvian-Andrei Spiridon     | Camera Deputaților | Vaslui (nr. 39)    | 41      |
| Florin-Mădălin Lisaru       | Camera Deputaților | Vâlcea (nr. 40)    | 41      |
| Virgil Pîrvulescu           | Camera Deputaților | Vâlcea (nr. 40)    | 43      |
| Ștefan-Alexandru Stancu     | Camera Deputaților | Vâlcea (nr. 40)    | 42      |
| Vasile Aga                  | Camera Deputaților | Vrancea (nr. 41)   | 40      |
| Florin Andreicuț            | Camera Deputaților | Diaspora (nr. 43)  | 37      |
| Claudia Puiu-Barraud        | Camera Deputaților | Diaspora (nr. 43)  | 38      |

## Ordinea partidelor pe buletinul de vot
Lista din tabelul de mai jos a partidelor este conformă cu buletinul de vot publicat de Biroul Electoral Central (BEC). De reținut: nu toate partidele politice au candidați în toate județele României iar candidații independenți pot participa la alegeri doar într-un singur județ.
| Număr pe buletin | Partid | Partid                                               | Abr.                                            | Ideologie                                                       | În alianță cu |
| ---------------- | ------ | ---------------------------------------------------- | ----------------------------------------------- | --------------------------------------------------------------- | --- |
| 1.               |        | Partidul Național Liberal                            | PNL                                             | Liberalism conservator Creștin democrație Conservatorism social | |
| 2.               |        | Forța Dreptei                                        | FD                                              | Liberalism conservator Creștin democrație                       | PMP, AD, PNȚ-MM                                                                                                   |
| 3.               |        | Partidul Social Democrat                             | PSD                                             | Social democrație Conservatorism social                         | PUSL, PRO |
| 4.               |        | Uniunea Democrată Maghiară din România               | UDMR                                            | Interesele minorității maghiare Conservatorism social           | |
| 5.               |        | Uniunea Salvați România                              | USR                                             | Liberalism economic Anticorupție Liberalism                     | |
| 6.               |        | Alianța pentru Unirea Românilor                      | AUR                                             | Populism de dreapta Conservatorism Naționalism românesc         | BUN |
| 7.               |        | Partidul Social Democrat Unit                        | PSDU                                            | Social democrație Creștin democrație                            | |
| 8.               |        | Partidul Patrioții Poporului Român                   | PPR                                             | Conservatorism Suveranism                                       | |
| 9.               |        | Reînnoim Proiectul European al României              | REPER                                           | Liberalism Progresism                                           | Demos, ACUM, Volt                                                                                                 |
| 10.              |        | Alternativa pentru Demnitate Națională               | ADN                                             | Naționalism Populism                                            | |
| 11.              |        | Partidul Național Conservator Român                  | PNCR                                            | Conservatorism național Dreapta creștină                        | PRR |
| 12.              |        | Partidul România în Acțiune                          | România în Acțiune                              | Naționalism civic Centrism                                      | |
| 13.              |        | Alianța Național Creștină                            | ANC                                             | Naționalism creștin Suveranism                                  | |
| 14.              |        | Partidul Oamenilor Tineri                            | POT                                             | Naționalism creștin Liberalism economic                         | |
| 15.              |        | Partidul Ecologist Român                             | PER                                             | Conservatorism verde Creștin democrație                         | |
| 16.              |        | Partidul Social Democrat Independent                 | PSDI                                            | Social democrație Anti-securism                                 | |
| 17.              |        | Partidul Pensionarilor Uniți                         | PPU                                             | Interesele pensionarilor                                        | |
| 18.              |        | Alianța România Socialistă                           | ARS                                             | Socialism Comunism                                              | PSR, PSDM |
| 19.              |        | Partidul Dreptate și Respect în Europa pentru Toți   | DREPT                                           | Centrism Anticorupție                                           | |
| 20.              |        | Partidul Sănătate, Educație, Natură, Sustenabilitate | SENS                                            | Politică verde Progresism                                       | |
| 21.              |        | S.O.S. România                                       | SOS RO                                          | Ultranaționalism Ultraconservatorism Rusofilie                  | |
| 22.              |        | Partidul Noua Românie                                | PNR                                             | Naționalism Anticorupție                                        | |
| 23.–41.          |        | Partidele minorităților etnice sau independenți      | Partidele minorităților etnice sau independenți | Interesele minorităților etnice                                 | UDTTMR, UPR, UDTR, FCR, ALAR, UBB-R, FCER, PRPE, AMR, CRLR, UER, UDSCR, UCRR, FDGR, UAR, UCR, USR, UUR, Ro.As.It. |

## Rezultate

### Camera Deputaților
| Partid                                                           | Partid                                                    | Voturi     | %      | Locuri | +/- | %      |
| ---------------------------------------------------------------- | --------------------------------------------------------- | ---------- | ------ | ------ | --- | ------ |
|                                                                  | Partidul Social Democrat                                  | 2.030.144  | 21,96  | 86     | -24 | 25,98% |
|                                                                  | Alianța pentru Unirea Românilor                           | 1.665.143  | 18,01  | 63     | +30 | 19,03% |
|                                                                  | Partidul Național Liberal                                 | 1.219.810  | 13,20  | 49     | -44 | 14,80% |
|                                                                  | Uniunea Salvați România                                   | 1.146.357  | 12,40  | 40     | -15 | 12,08% |
|                                                                  | S.O.S. România                                            | 679.967    | 7,36   | 28     | Nou | 8,45%  |
|                                                                  | Partidul Oamenilor Tineri                                 | 596.745    | 6,46   | 24     | Nou | 7,25%  |
|                                                                  | Uniunea Democrată Maghiară din România                    | 585.397    | 6,33   | 22     | +1  | 6,64%  |
|                                                                  | Partidul Sănătate, Educație, Natură, Sustenabilitate      | 276.494    | 2,99   | 0      | Nou |        |
|                                                                  | Forța Dreptei                                             | 189.678    | 2,05   | 0      | -16 |        |
|                                                                  | Partidul Social Democrat Unit                             | 177.137    | 1,92   | 0      | Nou |        |
|                                                                  | Reînnoim Proiectul European al României                   | 114.223    | 1,24   | 0      | Nou |        |
|                                                                  | Partidul Dreptate și Respect în Europa pentru Toți        | 107.474    | 1,16   | 0      | Nou |        |
|                                                                  | Partidul Național Conservator Român                       | 45.687     | 0,49   | 0      | Nou |        |
|                                                                  | Partidul Patrioții Poporului Român                        | 40.960     | 0,44   | 0      | 0   |        |
|                                                                  | Partidul Ecologist Român                                  | 34.641     | 0,37   | 0      | 0   |        |
|                                                                  | Partidul Social Democrat Independent                      | 33.372     | 0,36   | 0      | 0   |        |
|                                                                  | Partidul România în Acțiune                               | 28.504     | 0,31   | 0      | Nou |        |
|                                                                  | Alianța Național Creștină                                 | 25.789     | 0,28   | 0      | 0   |        |
|                                                                  | Partidul Noua Românie                                     | 14.107     | 0,15   | 0      | 0   |        |
|                                                                  | Partida Romilor „Pro Europa”                              | 13.881     | 0,15   | 1      | 0   | 0.3%   |
|                                                                  | Asociația Macedonenilor din România                       | 13.800     | 0,15   | 1      | 0   | 0,3%   |
|                                                                  | Alianța România Socialistă                                | 12.849     | 0,14   | 0      | 0   |        |
|                                                                  | Liga Albanezilor din România                              | 9.177      | 0,10   | 1      | 0   | 0,3%   |
|                                                                  | Uniunea Ucrainenilor din România                          | 8.750      | 0,09   | 1      | 0   | 0,3%   |
|                                                                  | Forumul Democrat al Germanilor din România                | 8.577      | 0,09   | 1      | 0   | 0,3%   |
|                                                                  | Uniunea Sârbilor din România                              | 7.962      | 0,09   | 1      | 0   | 0,3%   |
|                                                                  | Alternativa pentru Demnitate Națională                    | 7.747      | 0,08   | 0      | 0   |        |
|                                                                  | Uniunea Elenă din România                                 | 7.565      | 0,08   | 1      | 0   | 0,3%   |
|                                                                  | Comunitatea Rușilor Lipoveni din România                  | 7.434      | 0,08   | 1      | 0   | 0,3%   |
|                                                                  | Uniunea Democratică a Slovacilor și Cehilor din România   | 7.420      | 0,08   | 1      | 0   | 0,3%   |
|                                                                  | Federația Comunităților Evreiești din România             | 5.281      | 0,06   | 1      | 0   | 0,3%   |
|                                                                  | Uniunea Bulgară din Banat-România                         | 5.089      | 0,06   | 1      | 0   | 0,3%   |
|                                                                  | Uniunea Democrată a Tătarilor Turco-Musulmani din România | 4.908      | 0,05   | 1      | 0   | 0,3%   |
|                                                                  | Uniunea Armenilor din România                             | 4.747      | 0,05   | 1      | 0   | 0,3%   |
|                                                                  | Uniunea Culturală a Rutenilor din România                 | 4.571      | 0,05   | 1      | 0   | 0,3%   |
|                                                                  | Uniunea Democrată Turcă din România                       | 4.547      | 0,05   | 1      | 0   | 0,3%   |
|                                                                  | Uniunea Croaților din România                             | 4.413      | 0,05   | 1      | 0   | 0,3%   |
|                                                                  | Uniunea Polonezilor din România                           | 4.215      | 0,05   | 1      | 0   | 0,3%   |
|                                                                  | Asociația Italienilor din România                         | 4.128      | 0,04   | 1      | 0   | 0,3%   |
|                                                                  | Partidul Liga Acțiunii Naționale                          | 2.912      | 0,03   | 0      | Nou |        |
|                                                                  | Forumul Cehilor din România                               | 2.817      | 0,03   | 1      | Nou | 0,3%   |
|                                                                  | Partidul Pensionarilor Uniți                              | 229        | 0,00   | 0      | 0   |        |
|                                                                  | Independenți                                              | 7,826      | 0,08   | 0      | 0   |        |
| Voturi invalide/albe                                             | Voturi invalide/albe                                      | 171.877    | 1,83   |        |     |        |
| Total                                                            | Total                                                     | 9,415,518  | 100,00 |        |     |        |
| Votanți înregistrați/prezența                                    | Votanți înregistrați/prezența                             | 18,008,555 | 52,50  |        |     |        |
| Sursa: Autoritatea Electorală Permanentă (AEP) Numărul de locuri |                                                           |            |        |        |     |        |

### Senat
| Partid                                                           | Partid                                               | Voturi     | %      | Locuri | +/- | %      |
| ---------------------------------------------------------------- | ---------------------------------------------------- | ---------- | ------ | ------ | --- | ------ |
|                                                                  | Partidul Social Democrat                             | 2.065.087  | 22,30  | 36     | -11 | 26,86% |
|                                                                  | Alianța pentru Unirea Românilor                      | 1.694.705  | 18,30  | 28     | +14 | 20,89% |
|                                                                  | Partidul Național Liberal                            | 1.322.468  | 14,28  | 22     | -19 | 16,41% |
|                                                                  | Uniunea Salvați România                              | 1.134.831  | 12,26  | 19     | -6  | 14,17% |
|                                                                  | S.O.S. România                                       | 718.409    | 7,76   | 12     | Nou | 8,95%  |
|                                                                  | Partidul Oamenilor Tineri                            | 591.927    | 6,39   | 7      | Nou | 5,22%  |
|                                                                  | Uniunea Democrată Maghiară din România               | 590.783    | 6,38   | 10     | +1  | 7,46%  |
|                                                                  | Partidul Sănătate, Educație, Natură, Sustenabilitate | 263.173    | 2,84   | 0      | Nou |        |
|                                                                  | Forța Dreptei                                        | 173.703    | 1,88   | 0      | -3  |        |
|                                                                  | Partidul Social Democrat Unit                        | 164.659    | 1,78   | 0      | Nou |        |
|                                                                  | Reînnoim Proiectul European al României              | 126.408    | 1,37   | 0      | Nou |        |
|                                                                  | Partidul Dreptate și Respect în Europa pentru Toți   | 114.500    | 1,24   | 0      | Nou |        |
|                                                                  | Partidul Național Conservator Român                  | 50.287     | 0,54   | 0      | Nou |        |
|                                                                  | Partidul Patrioții Poporului Român                   | 48.436     | 0,52   | 0      | 0   |        |
|                                                                  | Partidul Social Democrat Independent                 | 41.712     | 0,45   | 0      | 0   |        |
|                                                                  | Partidul Ecologist Român                             | 38.561     | 0,42   | 0      | 0   |        |
|                                                                  | Alianța Național Creștină                            | 31.094     | 0,34   | 0      | 0   |        |
|                                                                  | Partidul România în Acțiune                          | 30.252     | 0,33   | 0      | Nou |        |
|                                                                  | Partidul Noua Românie                                | 17.203     | 0,19   | 0      | 0   |        |
|                                                                  | Alianța România Socialistă                           | 16.256     | 0,18   | 0      | 0   |        |
|                                                                  | Alternativa pentru Demnitate Națională               | 10.473     | 0,11   | 0      | 0   |        |
|                                                                  | Partidul Liga Acțiunii Naționale                     | 3.838      | 0,04   | 0      | Nou |        |
|                                                                  | Alte partide/independenți                            | 10.412     | 0,10   | 0      | 0   |        |
| Voturi invalide/albe                                             | Voturi invalide/albe                                 | 149.557    | 1,59   |        |     |        |
| Total                                                            | Total                                                | 9,259,957  | 100.00 |        |     |        |
| Votanți înregistrați/prezența                                    | Votanți înregistrați/prezența                        | 18.008.555 | 52,50  |        |     |        |
| Sursa: Autoritatea Electorală Permanentă (AEP) Numărul de locuri |                                                      |            |        |        |     |        |

| Câștigători per UAT la senat                                                               |  | Câștigători per UAT la camera deputaților |
| Partidele care au obținut cele mai multe voturi într-un UAT la senat și camera deputaților |  |                                           |

## Urmări
Liderii Partidului Social Democrat (PSD), Partidului Național Liberal (PNL), Uniunii Salvați România (USR), Alianței Democrate a Maghiarilor din România (UDMR) și reprezentanții minorităților naționale au declarat că au convenit cu toții asupra necesității formării unei coaliții pro-europene și că sunt „angajați față de valorile europene și euro-atlantice ale României”. Acordul a fost finalizat pe 10 decembrie.
Acest acord a fost creat astfel încât, în cazul în care Călin Georgescu ar fi ales, să existe un guvern ferm pro-UE care să îl tragă la răspundere. Membrii coaliției au susținut candidatul pro-UE, Elena Lasconi, în turul al doilea, care ar fi trebuit să se confrunte cu Georgescu pe 8 decembrie, înainte de anulare. Aceasta a fost, de asemenea, o încercare de a bloca extrema dreaptă să formeze un guvern minoritar care să includă AUR, S.O.S. România și POT. În urma anulării alegerilor prezidențiale de către Curtea Constituțională, se așteaptă ca noul guvern format după alegerile parlamentare să stabilească noi date pentru un vot prezidențial.
La 10 decembrie, a fost propus un guvern de coaliție între PSD, PNL, USR și UDMR, alături de partidele minorităților naționale. Cu toate acestea, PSD a amenințat că se va retrage din negocierile de coaliție pe 19 decembrie, Marcel Ciolacu declarând că PSD va vota în Parlament pentru un guvern de dreapta.
În cele din urmă, după ce liderii partidelor s-au întâlnit cu președintele Iohannis pe 22 decembrie, s-a ajuns la un acord de coaliție între PSD, PNL și UDMR, prim-ministrul în exercițiu Marcel Ciolacu rămânând în noul guvern. Deși această coaliție are majoritate în Senat, minoritățile naționale vor trebui să asigure încrederea și oferta pentru a ajunge la o majoritate în Camera Deputaților. Conform acordului, PSD deține opt ministere, PNL șase, iar UDMR două. Al doilea cabinet al lui Ciolacu a fost instalat pe 23 decembrie.
Partidul REPER a solicitat Biroului Electoral Central anularea alegerilor parlamentare din 2024 subliniind că motivele care au dus la decizia CCR de a anula alegerile prezidențiale din 2024 sunt valabile și pentru alegerile parlamentare. Vlad Gheorghe, liderul partidului DREPT, a cerut de asemenea anularea alegerilor parlamentare invocând (aceleași „cauze” ca la anularea alegerilor parlamentare din 2024): „ingerința Rusiei”, „manipularea și dezinformarea populației”. Contestațiile au fost respinse.
Conform politologului Andrei Țăranu „jumătate din extremiștii de la AUR sau de la Georgescu sunt, în bună măsură, foști votanți ai PSD sau USR, toți radicalizați împotriva, în mod paradoxal, singurului lucru bun care s-a întâmplat între 2021 și 2025 – și anume stabilitatea politică”.